# Santiago Martínez Caro
Santiago Martínez Caro (* 30. November 1926 in Sevilla; † 31. Mai 2001) war ein spanischer Diplomat.

## Leben
Santiago Martinez Caro war in erster Ehe mit Maria Dolores de la Concha-Castañeda y Ortiz-Repiso verheiratet. Ihre Kinder sind Elena und Santiago Martínez-Caro de la Concha-Castañeda. Santiago Martinez Caro war Mitglied des Opus Dei, studierte an der Columbia University in New York City und wurde zum Doktor der Rechte promoviert. 
Von 1959 bis 1965 war er Botschaftssekretär erster Klasse in Washington, D.C. Von 1969 bis 1975 leitete er unter Außenminister Gregorio López-Bravo de Castro die Verwaltung des spanischen Außenministeriums. In dieser Funktion übte er auch ein Aufsichtsratsmandat der Marinewerft „Crisnavis“ aus.
1971 kandidierte er mit dem Slogan „Dame tu problema, dame tu mano“ (Gib mir Dein Problem, gib mir Deine Hand) erfolglos als Ombudsmann für die faschistische Ständevertretung Corte de Sevilla. Im Januar 1976 wurde er Sekretär  Juan Carlos I., der ihn 1977 als Botschafter nach Ankara entsandte.

## Veröffentlichungen
- The United Nations emergency force. 1958, 122 S.
- Delimitacion de las aguas jurisdiccionales espanolas. (Delimitation of Spanish jurisdictional waters). 22(3) REDI, 1969, S. 742–754 1679.
- Mar territorial: Naturaleza, anchura y delimitacicjn. In Antonio Poch (Ed.): La nueva revision del Derecho del Mar: una perspectiva espanola. Madrid 1974. Vol.K 1, S. 249–250 79.
- International law cases and materials. 1996 - 128 S
- Marruecos: desarrollo y clima de negocios, Boletín Económico de ICE. 2.588, S. 27-34. 1998
- Problemas de inmunidad de la empresa estatal en Derecho internacional. S. 687-734. 1999
- International law and organization: cases and materials. 2000, 376 S.